# Cucina malgascia

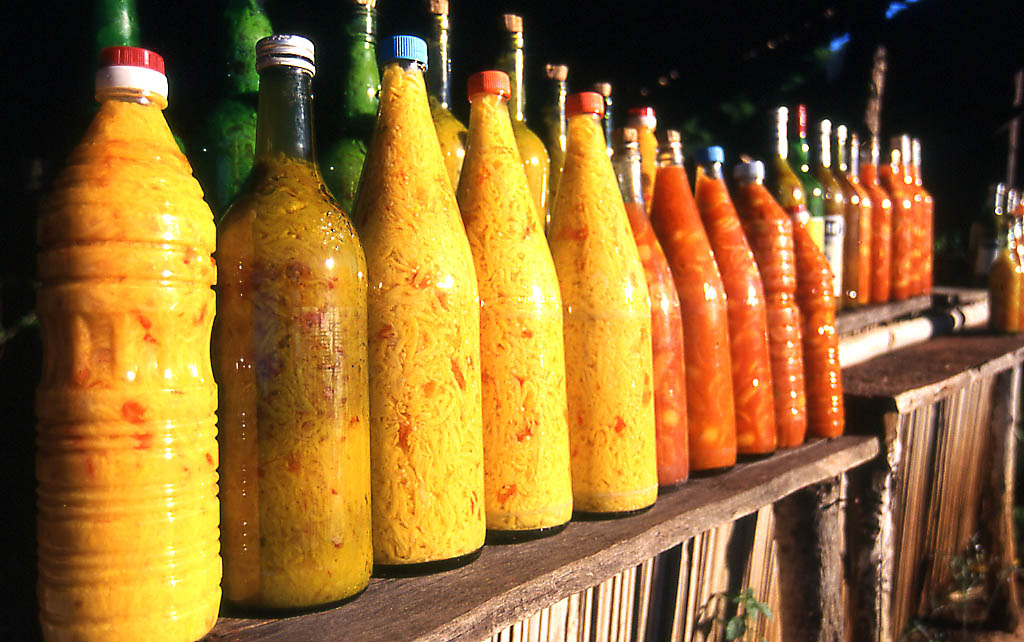
Limoni e mango sottaceto tipici del nord-ovest del paese

La cucina malgascia è la cucina che comprende tutte le tradizioni culinarie dell'isola di Madagascar.

## Storia
Il cibo mangiato in Madagascar riflette l'influenza della cucina del sud-est asiatico, africana, indiana cinese e europea portate dai migranti sull'isola.
I primi abitanti dell'isola provenivano dal Borneo e arrivarono tra il 100 e il 500 d.C.

## Cucina contemporanea
- Riso: viene mangiato in tutti i pasti del giorno
- Contorno o laoka: 
  - pollo o pesce al cocco
  - spezzatini di carne con le foglie di manioca tritate
- Dessert
  - baci di cocco bonbon coccò
  - torta alla banana mofo ravina